# Laver Cup 2019
La Copa Laver 2019, oficialment conegut com a Laver Cup 2019, és un esdeveniment de tennis masculí que enfronta un equip europeu amb un equip de la resta del món. La tercera edició del torneig es va celebrar entre el 20 i el 22 de setembre de 2019 sobre pista dura interior al Palexpo de Ginebra (Suïssa).
L'equip europeu va reeditar el títol per tercera ocasió consecutiva.

## Participants

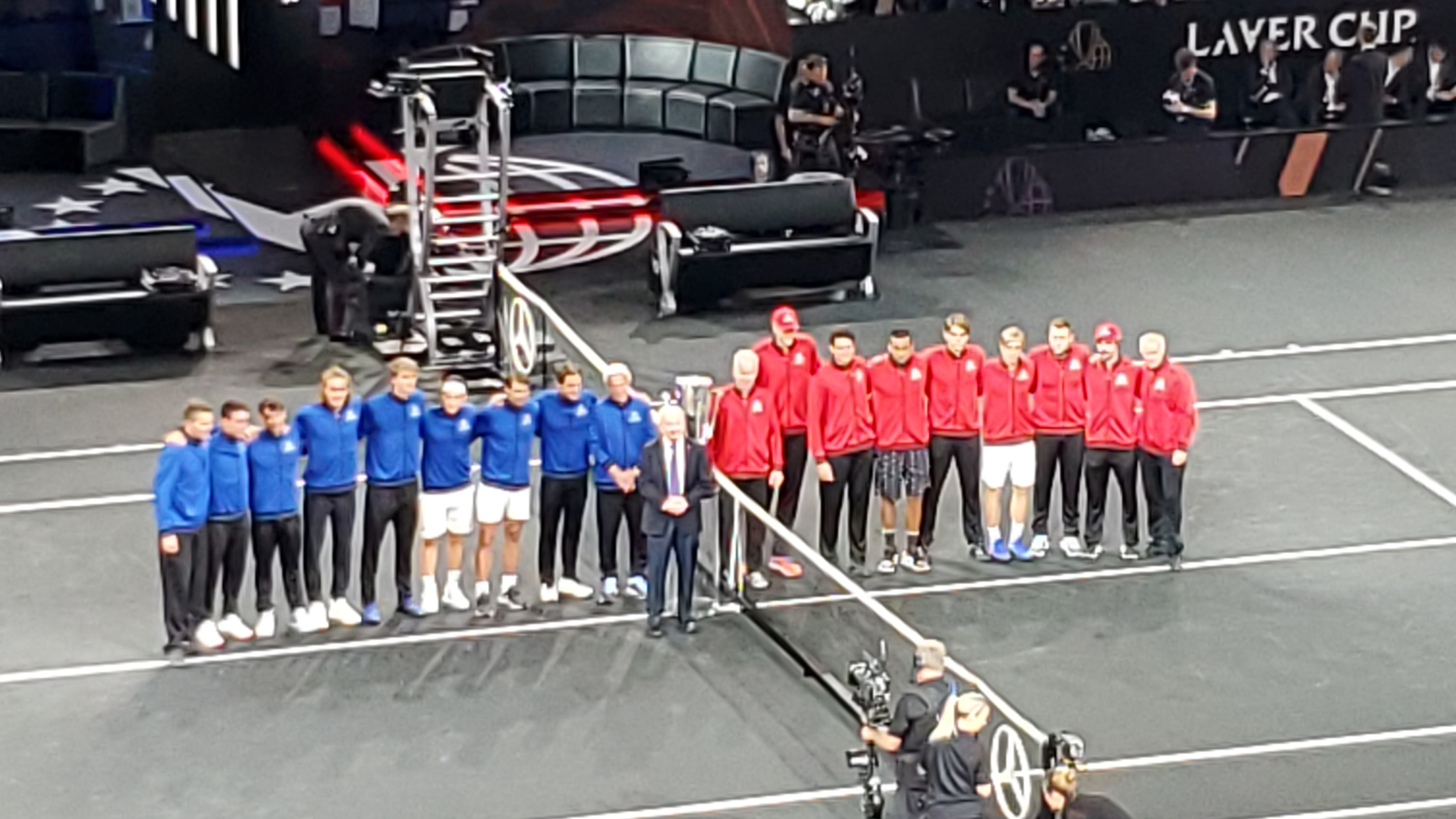
Cerimònia d'obertura amb els participants i Rod Laver.

| Equip Europa               | Equip Europa |
| -------------------------- | ------------ |
| Capità: Björn Borg         |              |
| Sotscapità: Thomas Enqvist |              |
| Tennista                   | Ràquing      |
| Rafael Nadal               | 2            |
| Roger Federer              | 3            |
| Dominic Thiem              | 5            |
| Alexander Zverev           | 6            |
| Stéfanos Tsitsipàs         | 7            |
| Fabio Fognini              | 11           |
| Roberto Bautista Agut      | 10           |

| Equip Món                   | Equip Món |
| --------------------------- | --------- |
| Capità: John McEnroe        |           |
| Sotscapità: Patrick McEnroe |           |
| Tennista                    | Rànquing  |
| John Isner                  | 20        |
| Milos Raonic                | 24        |
| Nick Kyrgios                | 27        |
| Taylor Fritz                | 30        |
| Denis Shapovalov            | 33        |
| Jack Sock                   | 208       |
| Jordan Thompson             | 53        |

|  | Renúncia |
|  | Suplent  |

* Rànquing individual a dia 9 de setembre de 2019

## Partits
| Dia | Data           | Equip Europa                       | Puntuació | Equip Món                    | Marcador            | Acumulat |
| --- | -------------- | ---------------------------------- | --------- | ---------------------------- | ------------------- | -------- |
| 1   | 20 de setembre | Dominic Thiem                      | 1−0       | Denis Shapovalov             | 6−4, 5−7, [13−11]   | 1−0      |
| 1   | 20 de setembre | Fabio Fognini                      | 0−1       | Jack Sock                    | 1−6, 6−7(3)         | 1−1      |
| 1   | 20 de setembre | Stefanos Tsitsipas                 | 1−0       | Taylor Fritz                 | 6−2, 1−6, [10−7]    | 2−1      |
| 1   | 20 de setembre | Roger Federer / Alexander Zverev   | 1−0       | Denis Shapovalov / Jack Sock | 6−3, 7−5            | 3−1      |
| 2   | 21 de setembre | Alexander Zverev                   | 0−2       | John Isner                   | 7−6(2), 4−6, [1−10] | 3−3      |
| 2   | 21 de setembre | Roger Federer                      | 2−0       | Nick Kyrgios                 | 6−7(5), 7−5, [10−7] | 5−3      |
| 2   | 21 de setembre | Rafael Nadal                       | 2−0       | Milos Raonic                 | 6−3, 7−6(1)         | 7−3      |
| 2   | 21 de setembre | Rafael Nadal / Stefanos Tsitsipas  | 0−2       | Nick Kyrgios / Jack Sock     | 4−6, 6−3, [6−10]    | 7−5      |
| 3   | 22 de setembre | Roger Federer / Stefanos Tsitsipas | 0−3       | John Isner / Jack Sock       | 7−5, 4−6, [8−10]    | 7−8      |
| 3   | 22 de setembre | Dominic Thiem                      | 0−3       | Nick Kyrgios                 | 5−7, 7−6(3), [5−10] | 7−11     |
| 3   | 22 de setembre | Roger Federer                      | 3−0       | John Isner                   | 6−4, 7−6(3)         | 10−11    |
| 3   | 22 de setembre | Alexander Zverev                   | 3−0       | Milos Raonic                 | 6−4, 3−6, [10−4]    | 13−11    |

Els partits disputats el primer dia estan valorats amb un punt, els del segon dia amb dos, i els del tercer dia amb tres punts. Es disputen quatre partits cada dia (tres individuals i un de dobles), de manera que hi ha un total de 24 punts disponibles i guanya el primer equip a arribi a 13 punts. Amb aquest sistema de puntuació, cap equip pot esdevenir guanyador fins a l'últim dia.